# تپه قیچ اتان
تپه قیچ اتان مربوط به عصر آهن - دوره اشکانیان است و در شهرستان مشگین‌شهر، بخش مرکزی، دهستان دشت، روستای قورت تپه واقع شده و این اثر در تاریخ ۱۲ شهریور ۱۳۸۶ با شمارهٔ ثبت ۱۹۴۴۷ به‌عنوان یکی از آثار ملی ایران به ثبت رسیده است.